# Abe Segal
Alan Abraham Segal, detto Abe (Johannesburg, 23 ottobre 1930 – Città del Capo, 4 aprile 2016), è stato un tennista sudafricano.

## Carriera
Giocatore mancino è stato attivo a cavallo tra gli anni 1950 e '60, ha formato per lungo tempo un team di successo con il connazionale Gordon Forbes.
In carriera ha raggiunto per due volte la finale del Roland Garros ma in entrambe le occasioni si è arreso sui campi in terra rossa parigini, la prima nel 1958 in coppia con l'australiano Robert Howe e la seconda nel 1963 insieme a Forbes.
Durante il torneo di Wimbledon 1964 è stato al centro di un caso di discriminazione: sia Aleksandre Met'reveli che István Gulyás rifiutarono di scendere in campo con Segal in risposta alla politica di apartheid istituita in Sudafrica. Tale scelta spinse l'ITF a proibire discriminazioni razziali e a limitare le motivazioni ammesse per rinunciare a scendere in campo.
In Coppa Davis ha rappresentato per dieci anni il Sudafrica ottenendo ventiquattro successi su trentasette incontri e raggiungendo la finale europea nell'edizione 1965.

## Finali del Grande Slam

### Doppio

#### Finali perse (2)
| Anno | Torneo                    | Compagno      | Avversari in finale        | Risultato          |
| 1958 | Internazionali di Francia | Robert Howe   | Ashley Cooper Neale Fraser | 6–3, 6–8, 3–6, 5–7 |
| 1963 | Internazionali di Francia | Gordon Forbes | Roy Emerson Manuel Santana | 2–6, 4–6, 4–6      |